# Peter Poreku Dery
Peter Poreku Dery (Ko, 10 maggio 1918 – Tamale, 6 marzo 2008) è stato un cardinale e arcivescovo cattolico ghanese.

## Biografia
Nato a Ko il 10 maggio 1918, fu ordinato sacerdote nel 1951.
Il 16 marzo 1960 fu nominato vescovo di Wa.
Il 18 novembre 1974 fu trasferito alla sede vescovile di Tamale.
Papa Benedetto XVI lo innalzò alla dignità cardinalizia nel concistoro del 24 marzo 2006.
Morì il 6 marzo 2008 a meno di due anni dall'elevazione al cardinalato. Dopo le esequie, tenutesi nello stadio di Tamale, è stato sepolto nella cattedrale della città.

## Processo di beatificazione
Il 13 luglio 2013, la Congregazione per le cause dei santi ha concesso il nihil obstat affinché si aprisse il processo di beatificazione del cardinale Peter Poreku Dery, che da quel momento ha assunto il titolo di servo di Dio.
Il 9 maggio 2015 inizia il processo a livello diocesano, durante il quale sono stati raccolti i documenti sulla vita e le opere del cardinale.
Nel 2016 sono state ascoltate 45 persone per dare una loro testimonianza.

## Genealogia episcopale e successione apostolica
La genealogia episcopale è:
- Cardinale Scipione Rebiba
- Cardinale Giulio Antonio Santorio
- Cardinale Girolamo Bernerio, O.P.
- Arcivescovo Galeazzo Sanvitale
- Cardinale Ludovico Ludovisi
- Cardinale Luigi Caetani
- Cardinale Ulderico Carpegna
- Cardinale Paluzzo Paluzzi Altieri degli Albertoni
- Papa Benedetto XIII
- Papa Benedetto XIV
- Papa Clemente XIII
- Cardinale Bernardino Giraud
- Cardinale Alessandro Mattei
- Cardinale Pietro Francesco Galleffi
- Cardinale Filippo de Angelis
- Cardinale Amilcare Malagola
- Cardinale Giovanni Tacci Porcelli
- Papa Giovanni XXIII
- Cardinale Peter Poreku Dery

La successione apostolica è:
- Arcivescovo Gregory Ebolawola Kpiebaya (1975)
- Vescovo Paul Bemile (1995)
- Vescovo Vincent Boi-Nai, S.V.D. (1999)